# Apanteles symmysta
Apanteles symmysta är en stekelart som beskrevs av Nixon 1965. Apanteles symmysta ingår i släktet Apanteles och familjen bracksteklar. Inga underarter finns listade i Catalogue of Life.